# حمام‌های رومی
حمام‌های رومی (ژاپنی: テルマエ・ロマエ هپبورن: Terumae Romae) یک مجموعه مانگای ژاپنی اثر ماری یامازاکی است. برنده سومین مانگا تایشو و جایزه داستان کوتاه در چهاردهمین جایزه فرهنگی تزوکا اوسامو است.
بر پایه نسخه مانگا یک مجموعه انیمه به صورت فلش توسط استودیوی دی‌ال‌ای دستمایه اقتباس قرار گرفت که از ۱۲ ژانویه ۲۰۱۲ تا ۲۶ ژانویه ۲۰۱۲ از فوجی تلویژن پخش شد، همچنین یک فیلم لایو اکشن نیز تولید کرد که در ۲۸ آوریل ۲۰۱۲ منتشر شد، و دومین فیلم تحت عنوان حمام رومی ۲، در آوریل ۲۰۱۴ اکران شد.